# خلیل موتلو
خلیل موتلو (به ترکی استانبولی: Halil Mutlu) ورزشکار مرد رشتهٔ وزنه‌برداری اهل کشور ترکیه است. وی در بین سال‌های ‎۱۹۹۶ تا ۲۰۰۴ میلادی در مسابقات بازی‌های المپیک تابستانی در مجموع ۳ مدال طلا را کسب کرد.